# Dragutin Šurbek
Dragutin Šurbek (Zagreb, 8. kolovoza 1946. — Zagreb, 14. srpnja 2018.) bio je hrvatski stolnotenisač i trener.

## Životopis
Sa stolnim je tenisom u dodiru od 1961., kad je bio u Senti u eksperimentalnoj školi za vrijeme praznika, gdje se je školovao kod Vilima Harangoza. 1964. je postigao svoj prvi veliki međunarodni uspjeh, postavši prvakom Balkana 1964., a godinu poslije postao je državnim prvakom.
Bio je poslije višestruki svjetski i europski prvak u parovima, te pojedinačni prvak Europe. U svojoj impresivnoj karijeri osim spomenutih naslova prvaka osvojio je i impozantan broj srebrnih i brončanih medalja na velikim natjecanjima, gdje je u razdoblju od dvadesetak godina u periodu od sredine 1960-tih pa do sredine 1980-tih godina posebno s partnerom iz reprezentacije Antunom Stipančićem ali i drugim igračima i igračicama dominirao europskim i svjetskim stolnim tenisom. Uspješan je bio i na klupskom planu gdje je također višestruki europski prvak.
Igrao je za Poštar, Grafičar (klub koji se je poslije zvao Vjesnik i Večernji list). Budući da je bio reprezentativcem nije smio ići igrati u inozemstvo prije 30. godine. Kad je stekao uvjete, otišao je igrati u Njemačku. Kad se Hrvatska osamostalila, vratio se je u Hrvatsku gdje je igrao u Vodovodu iz Osijeka, Industrogradnji, Signotehni i Mašinocommerceu. Poslije se je opet vratio u Njemačku gdje je igrao za Glünde. Nakon prestanka igračke karijere, kandidirao se je za izbornika hrvatske stolnoteniske reprezentacije.
Igrao je za jugoslavensku i nakon osamostaljenja Hrvatske za hrvatsku stolnotenisku reprezentaciju, u kojoj je igrao zajedno sa sinom, Dragutinom Šurbekom Jr. Za Hrvatsku je u paru s Zoranom Primorcem osvojio srebro u parovima na Mediteranskim igrama 1993. godine u Languedoc-Roussilonu.
Dragutin Šurbek bio je ugledni stolnoteniski trener i predsjednik Hrvatskog stolnoteniskog saveza.

## Najvažniji rezultati

### Svjetska prvenstva
- 1969. München
  - 3. mjesto momčadski
- 1971. Nagoya
  - 3. mjesto pojedinačno
  - 3. momčadski
- 1973. Sarajevo
  - 3. mjesto pojedinačno
  - 3. mjesto parovi (Antun Stipančić)
- 1975. Kalkuta
  - 2. mjesto momčadski
  - 2. mjesto parovi (Antun Stipančić)
- 1977. Birmingham
  - 3. mjesto parovi (Antun Stipančić)
- 1979. Pjongjang
  - 1. mjesto parovi (Antun Stipančić)
- 1981. Novi Sad
  - 3. mjesto pojedinačno
  - 3. mjesto parovi (Antun Stipančić)
- 1983. Tokio
  - 1. mjesto parovi (Zoran Kalinić)

### Europska prvenstva
- 1968 Lyon
  - 1. mjesto pojedinačno
  - 3. mjesto momčadski
- 1970. Moskva
  - 1. mjesto parovi (Antun Stipančić)
  - 2. mjesto momčadski
- 1972. Rotterdam
  - 2. mjesto momčadski
- 1974 in Novi Sad
  - 3. mjesto pojedinačno
  - 3. mjesto parovi (Antun Stipančić)
  - 3. mjesto momčadski
- 1976. Prag
  - 1. mjesto momčadski
  - 3. mjesto parovi (Antun Stipančić)
- 1978. Duisburg
  - 3. mjesto parovi (Antun Stipančić)
- 1980. Bern
  - 2. mjesto parovi (Antun Stipančić)
- 1982. Budimpešta
  - 3. mjesto momčadski
  - 1. mjesto parovi (Zoran Kalinić)
  - 2. mjesto mješoviti parovi (Branka Batinić)
- 1984. Moskva
  - 1. mjesto parovi (Zoran Kalinić)
  - 3. mjesto mješoviti parovi (Branka Batinić)
- 1986. Prag
  - 3. mjesto parovi (Zoran Kalinić)
  - 3. mjesto mješoviti parovi (Branka Batinić)

### Europa Top-12
- 1971, 3. mjesto - Zadar
- 1972. 3. mjesto - Zagreb
- 1973. 2. mjesto - Böblingen
- 1974. 5. mjesto - Trolihättan
- 1975. 4. mjesto - Wien
- 1976. 1. mjesto - Lübeck
- 1977. 2. mjesto - Sarajevo
- 1978. 7. mjesto - Prag
- 1979. 1. mjesto - Kristianstad
- 1980. 8. mjesto - München
- 1981. 3. mjesto - Miskolc
- 1984. 9. mjesto - Bratislava
- 1985. 7. mjesto - Barcelona

## Vanjske poveznice
- Profil na stranici STK Industrogradnja